# Phyllonorycter kumatai
Phyllonorycter kumatai là một loài bướm đêm thuộc họ Gracillariidae. Nó được tìm thấy ở Nepal.
Sải cánh dài 6-6.5 mm.
Ấu trùng ăn Prunus cerasoides. Chúng ăn lá nơi chúng làm tổ.